# Louis Comte
 (juin 2023).
Si vous disposez d'ouvrages ou d'articles de référence ou si vous connaissez des sites web de qualité traitant du thème abordé ici, merci de compléter l'article en donnant les références utiles à sa vérifiabilité et en les liant à la section « Notes et références ».
Pour les articles homonymes, voir Comte (homonymie) et Louis Comte (homonymie).
Louis Comte était un aventurier douteux et peut-être fabulateur. Envoyé en mission en Normandie pour espionner les Fédéralistes insurgés, ceux-ci l’avaient arrêté, puis remis en liberté. Il avait arrêté un aide de camp du général de Wimpfen, qui avait sous son commandement la petite armée girondine. Les commissaires de la Convention, Robert Lindet, Jean-Michel Duroy et Bonnet, ordonnèrent l’arrestation de Louis Comte tant son attitude était ambiguë.

## Affaire Louis Comte, octobre 1793

### Révélations de Louis Comte
De retour à Paris, début octobre 1793, Louis Comte contacta un ancien adjudant général du général de Wimpffen qui lui fait d’étranges révélations. Danton, Delacroix et quelques autres auraient chargé Jules Paré d’envoyer au baron de Wimpffen un agent, Naudet, afin de lui soumettre ce projet, le rétablissement de la monarchie en France au bénéfice de Frédéric, duc d’York, fils cadet de George III.
Georges III, (le girondin Jean-Louis Carra avait déjà proposé de confier à Frédéric, duc d’York le gouvernement de la Belgique en révolte contre l’Autriche, puis la couronne de France (1792). Georges III inspirait celle fournie par le Père Duchesne'' (no 274) qui accusait les « bougres à double face » de nourrir un tel projet, assorti d’un mariage de Frédéric, duc d’York avec la fille de Louis XVI.

### Louis Comte entendu par le Comité de salut public
Informé dès la fin de septembre 1793, le Comité de salut public - sagesse ou calcul - ne paraît pas accorder grand crédit au « complot ». Marie-Jean Hérault de Séchelles recevra la dénonciation de Louis Comte, puis écoutera l’adjudant général de Louis-Félix Wimpfen, les deux hommes étant entendus ensuite par Jacques Nicolas Billaud-Varenne.

### Arrestation de Louis Comte
Le 10 octobre 1793, au lendemain d’une conversation entre Louis Comte, Edme-Bonaventure Courtois et Georges Danton, Louis Comte est arrêté. Le 11 octobre 1793, il est interrogé par le Comité de sûreté générale. Louis Comte avait déjà été utilisé à plusieurs reprises pour des missions secrètes, mais son passé trouble et le caractère fantaisiste de son roman n’inspirèrent guère confiance aux Comités. 
Simple coïncidence de date ? Le 12 octobre 1793 Georges Danton adresse une lettre à la Convention où il invoque sa convalescence pour que la Convention lui donne l’autorisation de se rendre à Arcis-sur-Aube afin de « rétablir sa santé et respirer l’air natal » en précisant respectueusement qu’il reviendrait « à son poste » dès qu’il aurait repris des forces.

## Sources
- Frédéric Bluche, Danton, Paris, Perrin, 1984  (ISBN 978-2262003319).